# Thomas Ullbors
Carl-Erik Thomas Ullbors, född 3 december 1969, är en svensk ishockeytränare som bland annat varit verksam i Hammarby IF, AIK, Västra Frölunda och HC Lugano. 
Ullbors var bara 21 år gammal när han säsongen 1991–1992 tränade Hammarby Hockey i Allsvenskan och blev därmed "Sveriges yngste elittränare" genom tiderna. Säsongen 1997–1998 blev han "Årets Coach" i den danska elitserien, efter att ha vunnit bronsmedaljer med ett nederlagstippat Frederikshavn Whitehawks. Under säsongen 2000–2001 assisterade han schweiziska HC Lugano till silvermedalj i NLA. Under sin sista sejour i Almtuna IS avancerade han ihop med J20-laget upp i Superelit 2005. Väl i Superelit så kvalade han kvar laget i J20 Superelit för en andra säsong i högsta juniorserien. Redan som 15-åring besökte Thomas tränarseminariet i Moskva under Iszvestija-turneringen, där Anatolij Tarasov, Vladislav Tretjak och Viktor Tichonov föreläste. Som 17-åring fick Thomas möjlighet att stå i CCCP:s (Sovjets) spelarbås under landskamper i Sverige och filma rysk ishockey. Som 18-åring var han gästtränare åt Canada's landslag i Father Bauer Arena i Calgary. Huvudtränare var Dave King och Guy Charron.  